# Кирка (певец)
Кири́лл Баби́цын (фин. Kirill Babitzin); 22 сентября 1950, Хельсинки — 31 января 2007, там же) — финский поп-, рок-, соул- и эстрадный певец. Выступал, главным образом, под сценическим именем Кирка (фин. Kirka), образованном от имени Кирилл, но прежде всего, от слова яркий (фин. Kirkas). Один из самых успешных исполнителей Финляндии.

## Карьера
Увлечение музыкой мальчика из семьи русских эмигрантов началось в 1955 году, когда он получил в подарок от бабушки Софии аккордеон. В 1959 году начинает учиться игре на аккордеоне у педагога Лассе Пихлаямаа в музыкальной школе. В 10 лет он выигрывает на конкурсе в Хельсинки с серебряной медалью в категории до 12 лет.
Летом 1962 года становится солистом группы The Creatures. В июне 1967 фирма Love Records выпускает первый диск Кирки Дай лишь поцелуй / Тогда человек всего красивее. Авторы песен Хенрик Отто Доннер и Атте Блом. Группа распадается, и Кирка переходит в группу Мозаика, после распада которой он попадает в The Islanders.
18 октября 1967 года выходит хит Лови момент (фин. Hetki lyö). После этого Кирка отправляется в первое турне по северной Финляндии, которое длилось несколько недель. Его популярность достигла истерических масштабов. Всего за месяц, благодаря немного трескучему голосу, молодой артист оторвался от других финских исполнителей, поскольку из них многие придерживались более традиционного чистого пения. В качестве певца Кирка выступил также в фильме и телесериале Шарик чертополоха (1970).
В начале 1970-х у него в списке многие хиты, такие как По течению (фин. Varrella virran), но конец 1970-х и начало 1980-х в его карьере затишье. В феврале 1973 брат певца Самми Бабицын погиб в автокатастрофе в Ээнекоски. Альфа-Ромео, на заднем сиденье которой сидел Самми, съехала с дороги с деревянного моста.
В 1980-х Кирка пробует заняться бизнесом и оказывается в долгах, но выправляет свои дела к концу 1990-х.

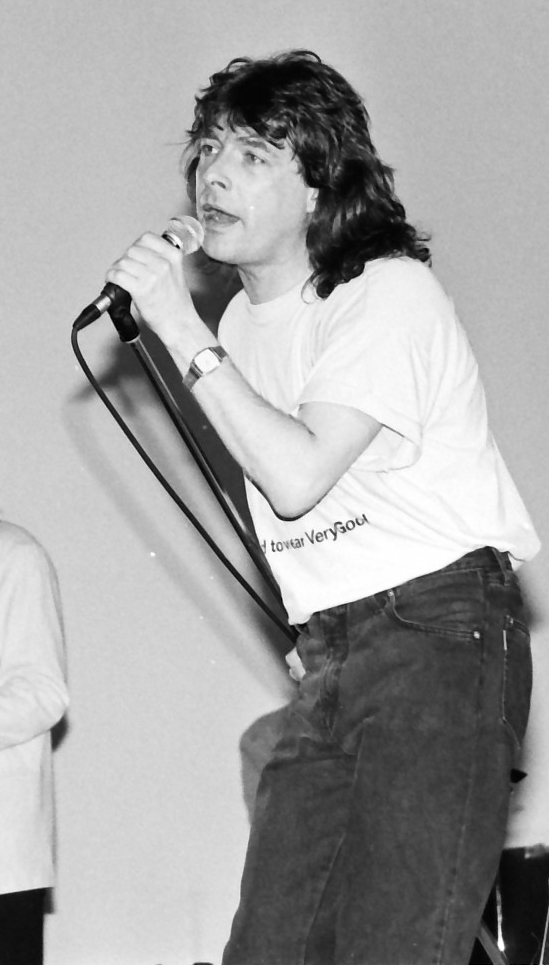
Кирка на концерте в Куусанкоски (12.5.1989)

В 1984 году Кирка участвует в конкурсе Конкурс песни Евровидение, где занимает девятое место с песней «Послоняемся» (фин. Hengaillaan). В 1988 он выигрывает конкурс «Осенний мотив» (фин. Syksyn sävel) с песней «Ты смоешь горе с моих глаз» (фин. Surun pyyhit silmistäni). Альбом под этим именем на третьем месте среди всех, когда-либо продаваемых в Финляндии, и их продано свыше 214 000 штук. Кирка записывал в 1980-х и более тяжёлую музыку. В 1982 он спел хеви-метал с группой Киммо Куусниеми Банд для диска Моторные птицы (фин. Moottorilinnut). Несколько лет позже он продолжил это дело в своём альбоме  R.O.C.K.  (1986) и  The Spell  (1987). В конце 1990-х Кирка был одним из четырёх участников тура «Мастера на арене» (фин. Mestarit), гастролировавшего с огромным успехом по стране.
Последнее публичное выступление певца в Оулу в ресторане Фоксия 19 января 2007. Кирка умер у себя дома в Хельсинки в Круунунхака 31 января 2007 в 01:30 от удара в возрасте 56 лет. До этого случая он страдал около месяца от ротавирусной инфекции. Его похоронили 2 февраля на православном кладбище в Хельсинки рядом с братом.

## Семья
Отец певца Лео вывезен семьёй из революционной России в Финляндию. Мать певца Елизавета (в девичестве Зарубина) имела корни в Рейнской области. Музыканты в семье кроме Кирилла: Александр (Самми) (1948—1973), Мария (Муска) (1952), Георгий (Юка) (1955) и Анна (1960). Был ещё брат Лео (1946—1948), который умер в детстве.
У Кирки с первой женой Кирсти Миккола четверо детей. Кирка в 1992 разошёлся с Кирсти и в том же году женился на стюардессе Паула Нуммела. В этом браке у него не было детей. У певца внебрачная дочь с 1982 года. Эта женщина вызвала его в суд в 2002 году ради алиментов.

## Фонд Кирилла Бабицина
Фонд Кирилла Бабицина основан к его 50-летию в 2000 году. Фонд поддерживает дошкольников, увлекающихся музыкой. Одним из главных достижений фонда стало основание детского центра творчества в Круунунхака.

## Разное
Кирка известен как заядлый бегун. Он пробежал в июне 2004 марафон в Стокгольме за 4 часа 43 минуты 42 секунды. В 2007 году Кирка начал участвовать в программе «Танцы со звездой». Второй сезон начинался 25 февраля, но Кирка умер до начала тренировок.
Кирка был также крёстным финско-русской школы в Восточной Финляндии.